# ذوطيات
ذُوطِيَّات أو عناكب سلطعونية (الاسم العلمي Thomisidae)، فصيلة عناكب من الرتيلاوات. تضم حوالي 175 جنسًا وأكثر من 2100 نوع. منتشرة في جميع أنحاء العالم.